# 아다트
아다트(Adat, 아랍어: عادات)는 발칸반도, 북캅카스, 중앙아시아, 동남아시아 등지의 무슬림 공동체에서, 이슬람과 병행 가능하다고 여겨지는 다양한 토착 관습과 문화를 가리키는 아랍어 유래의 용어이다. 특히 동남아시아 도서 지역의 무슬림 국가들에서 관습법의 근원으로 널리 받아들여진다.

## 같이 보기
- 우르프
- 샤리아